# Oscule

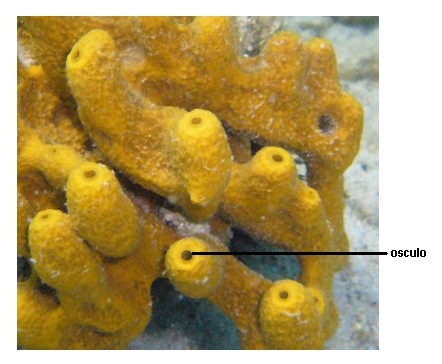
La flèche indique un oscule sur une éponge Vérongia (Aplysina aerophoba).

L'oscule est l'orifice exhalant chez les éponges.

## Description
Il s'agit d'une grande ouverture vers l'extérieur par laquelle le courant de l'eau sort après avoir traversé le spongocèle. L'eau est expulsée à travers l'oscule emportant avec elle les déchets de l'éponge. Les éponges pompent de grands volumes d'eau ; en général, un volume d'eau égal à la taille du corps de l'éponge est pompé toutes les cinq secondes. La taille de l'oscule est régulée par les myocytes contractiles. Sa taille, à son tour, est l'un des facteurs qui détermine la quantité d'eau qui coule à travers l'éponge. Il peut être fermé complètement en réponse à un excès de limon dans l'eau.

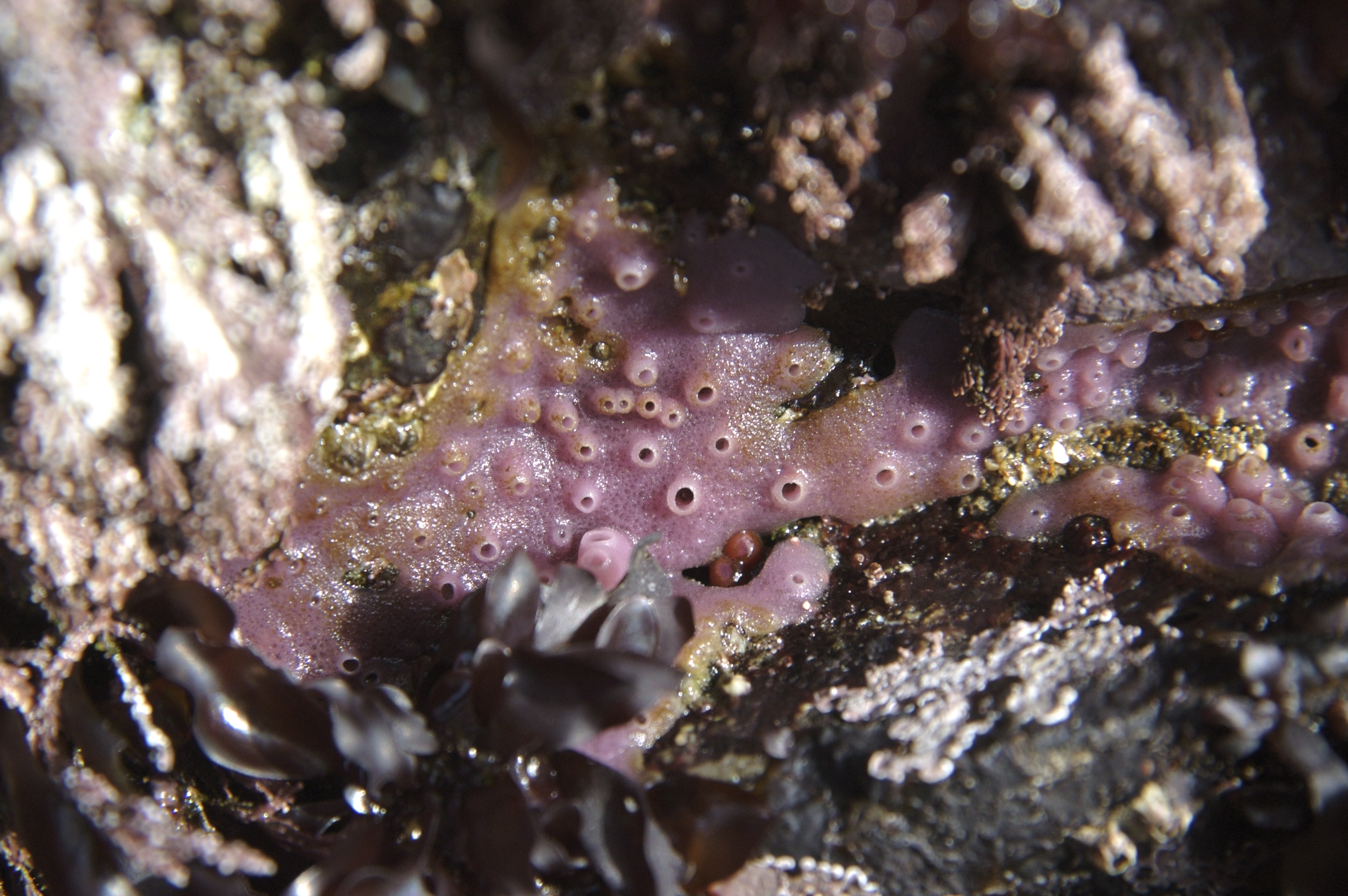
Oscules d'une éponge Haliclona permollis.
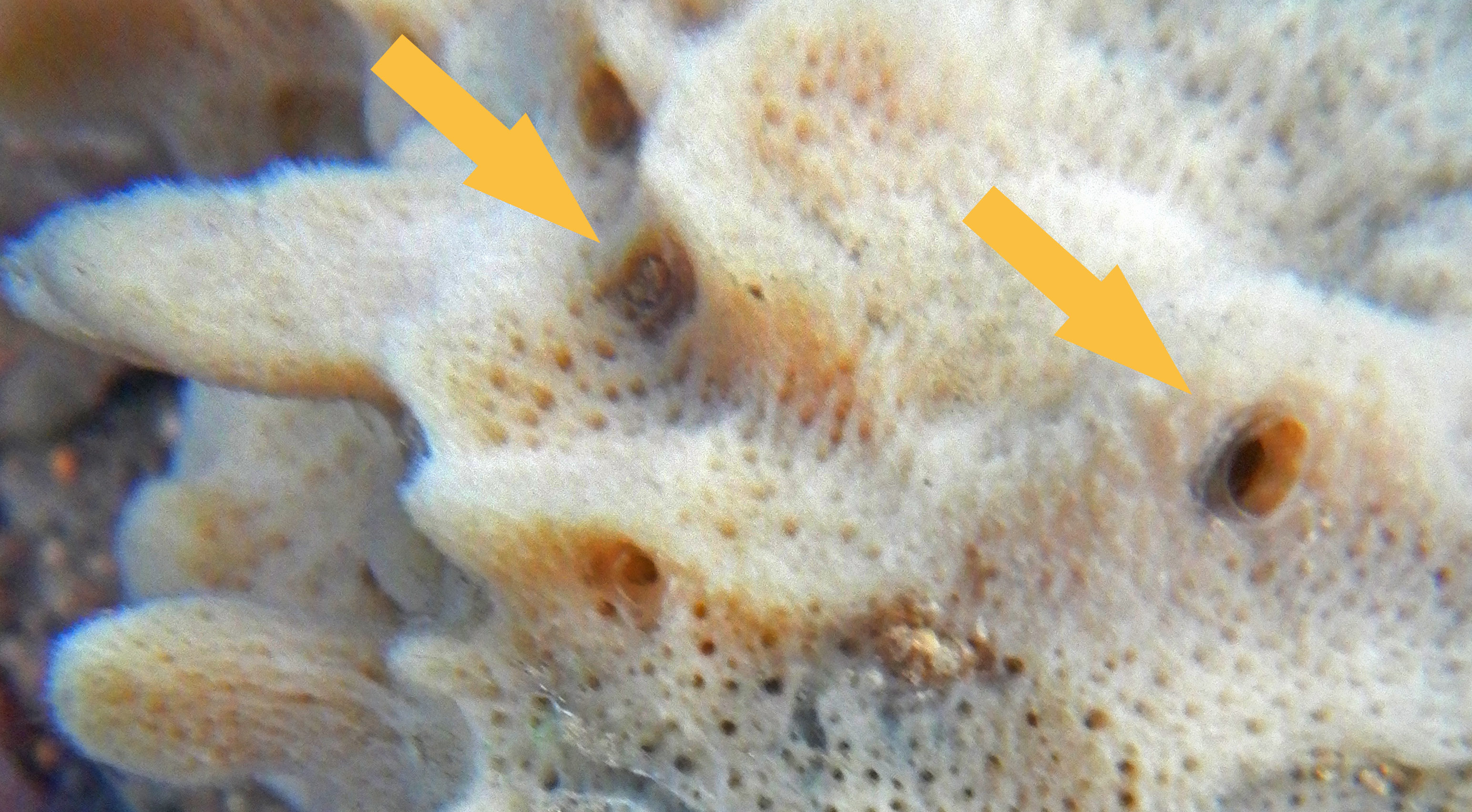
La flèche de gauche montre un oscule qui semble bouché chez Spongilla lacustris.
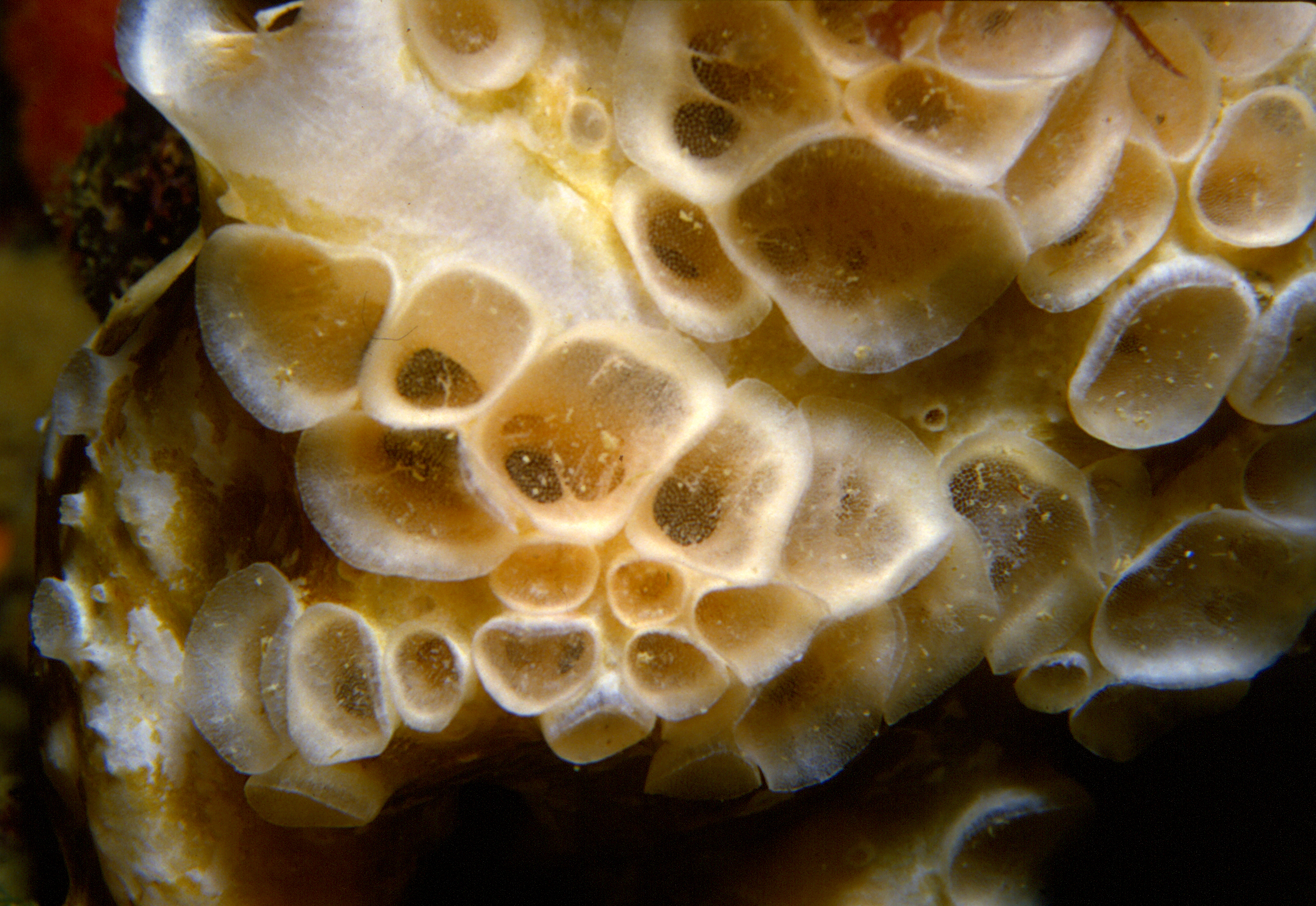
Partie d'une colonie d'Hemimycale columella.